# 알베르토 칼데론
알베르토 페드로 칼데론(스페인어: Alberto Pedro Calderón, 1920년 9월 14일 - 1998년 4월 16일)는 아르헨티나의 수학자이다. 편미분방정식과 특이적분의 연구로 유명하며, 20세기의 가장 중요한 수학자 중 하나로 널리 꼽힌다.
칼데론은 아르헨티나에서 태어나 부에노스아이레스 대학교에서 토목공학을 전공하고 1947년 졸업하였으며, 1950년 시카고 대학교에서 수학으로 박사 학위를 받았다. 1958년 칼데론은 편미분방정식에 관한 코시 문제의 해가 유일성을 가짐을 증명한 유명한 논문을 출판하였다. 박사 과정 지도교수였던 안토니 지그문트(Antoni Zygmund)와 함께 특이적분에 관한 칼데론-지그문트 보조정리를 증명하기도 했다.
시카고 대학교 교수로 재직하다 1985년 퇴직하였으며, 생애 동안 업적을 인정받아 보처 상, 울프 수학상, 미국 국가 과학 메달 등 여러 상을 받았다.